# Leonardo Lukacevic
Leonardo Lukacevic (* 21. Jänner 1999) ist ein österreichischer Fußballspieler.

## Karriere

### Verein
Lukacevic begann seine Karriere beim PSV Salzburg. Im Februar 2007 wechselte er in die Jugend des FC Red Bull Salzburg, bei dem er später auch in der Akademie spielte. Zur Saison 2014/15 wechselte er in die Jugend des SV Grödig.
Im August 2015 debütierte er gegen den UFC Altenmarkt für die Amateure von Grödig in der Salzburger Liga. Sein erstes Tor in der vierthöchsten Spielklasse erzielte er bei einem 3:3-Remis gegen die TSU Bramberg. Zur Saison 2016/17 rückte er in den Kader der ersten Mannschaft von Grödig. Sein Debüt in der Regionalliga gab er im Juli 2016, als er am ersten Spieltag jener Saison gegen den FC Kufstein in der Startelf stand. Sein erstes Regionalligator erzielte er im Oktober 2016 bei einem 4:2-Sieg gegen den SV Wörgl. In seiner ersten Saison im Kader der ersten Mannschaft kam er zu 28 Einsätzen, in denen er ein Tor erzielte.
In der Saison 2017/18 absolvierte er 20 Spiele und blieb dabei ohne Torerfolg. In der Saison 2018/19 kam er zu 28 Einsätzen, in denen er drei Tore erzielte. Zur Saison 2019/20 wechselte er leihweise zu den Amateuren des Bundesligisten FC Admira Wacker Mödling. Im Juli 2019 stand er, ohne Einsatz für die Amateure, gegen die Union Edelweiß Linz erstmals im Kader der Profis. Sein Debüt in der Bundesliga gab er im August 2019, als er am dritten Spieltag jener Saison gegen den LASK in der Startelf stand.
Im Juni 2020 wurde er fest von der Admira verpflichtet und erhielt einen bis Juni 2023 laufenden Vertrag. Für die Admira absolvierte er insgesamt 55 Bundesligapartien, ehe er mit dem Team 2022 aus dem Oberhaus abstieg. In der 2. Liga kam er dann 2022/23 zu 21 Einsätzen. Zur Saison 2023/24 wechselte Lukacevic wieder in die Bundesliga, diesmal zum SCR Altach, bei dem er einen bis Juni 2025 laufenden Kontrakt unterschrieb.

### Nationalmannschaft
Im September 2019 debütierte Lukacevic gegen Andorra für die österreichische U-21-Auswahl.